# Krzysztof Sitkowski
Krzysztof Marek Sitkowski (Varsavia, 21 novembre 1935 – Varsavia, 4 febbraio 1988) è stato un cestista polacco.

## Carriera
Con la Polonia ha disputato due edizioni dei Giochi olimpici (Roma 1960, Tokyo 1964) e quattro dei Campionati europei (1957, 1959, 1961, 1963).

## Palmarès
- Coppa di Polonia: 2

AZS Varsavia: 1956, 1958